# ملفين وونغ هوانغ تشي
ملفين وونغ هوانغ تشي هو رائد أعمال وشخصية أعمال ماليزي، ولد في 30 يوليو 1978.